# Каркаралы (поселение)
Каркаралы (каз. Қарқаралы) — поселение эпохи поздней бронзы (XII—X вв. до н. э.), расположенное приблизительно в 12 км к северу от города Каркаралинск (Карагандинская область, Казахстан), на правом берегу реки Каркаралы. Состоит из двух частей, носящих условные наименования Каркаралы-I и Каркаралы-II.
Поселение Каркаралы-I впервые было обследовано в 1940 году геологом А. И. Могилевским, Каркаралы-II — в 1955 году археологом А. Х. Маргуланом. В 1962 году оба объекта исследовались Центрально-Казахстанской экспедицией под руководством Маргулана.
Открытие Каркаралы-I началось с обнаружения следов медеплавильного производства. На Каркаралы-II, обнаруженном позднее, изначально были выявлены следы восьми строений. Однако половина объектов оказалась утрачена в результате наводнения в 1962 году.
На территории Каркаралы-II были раскопаны три дома. Дома представляют собой полуземлянки с глиняным полом и бревенчатой верхней частью. Потолок и стены подпирались сваями. Первый из домов занимает площадь 12×20 м. Площадь второго — 300 м² (до наших дней сохранился участок 18×14 м), третьего — 112 м².
На территории Каркаралы-I обнаружены остатки медеплавильных печей и куски шлака, а также бронзовый слиток весом 8 кг, бронзовые и каменные наконечники стрел и копья, орудия труда (молотки, ножи, кирка, каменная мотыга, клин, топор), осколки глиняной посуды, кости домашних и диких животных и другие предметы. В числе находок на Каркаралы-II — осколки глиняной посуды, каменные мотыги, кости домашних и диких животных, орудия для обработки земли, наконечник стрелы, нож из бронзы, шило. Многие предметы извлечены из обнажения в речном обрыве.